# Lexis
Lexis este un gen de insecte lepidoptere din familia Arctiidae.

Cladograma conform Catalogue of Life:
| Lexis | \| \| Lexis bipunctigera \| \| \| \| \| \| Lexis ranrunensis \| \| \| \| \| \| Lexis rubriceps \| \| \| \| |
|       | \| \| Lexis bipunctigera \| \| \| \| \| \| Lexis ranrunensis \| \| \| \| \| \| Lexis rubriceps \| \| \| \| |
|       | Lexis bipunctigera                                                                                         |
|       | |
|       | Lexis ranrunensis                                                                                          |
|       | |
|       | Lexis rubriceps                                                                                            |
|       | |